# Landkapitel Vaihingen

Blick über das Enztal auf Vaihingen, Schloss Kaltenstein und den Stromberg

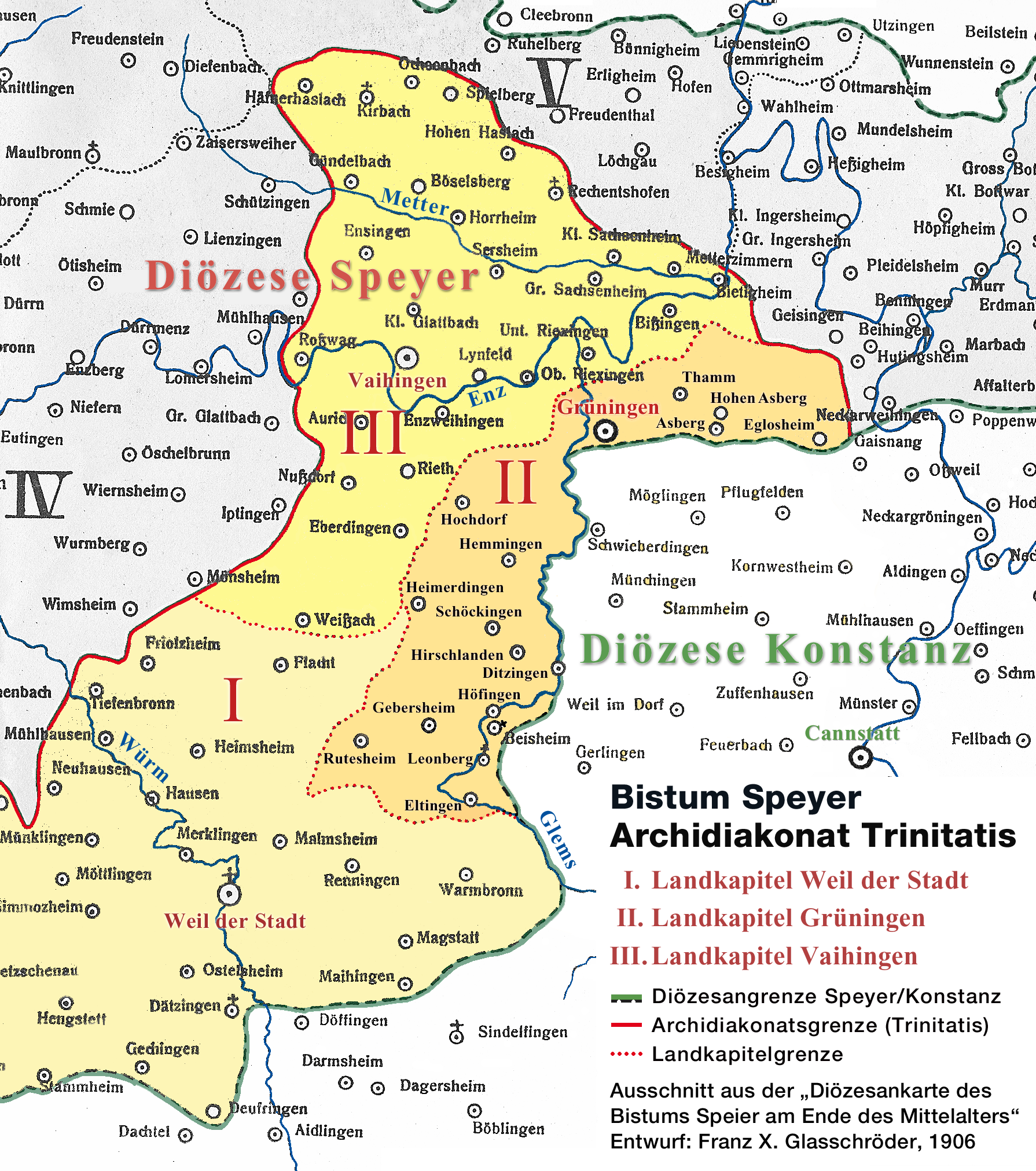
Landkapitel Vaihingen im Archidiakonat Trinitatis (vor der Reformation)

Das Landkapitel Vaihingen (auch: Ruralkapitel Vaihingen) im ehemaligen Enzgau war eine vorreformatorische Verwaltungseinheit des Archidiakonats Trinitatis im Bistum Speyer. Es hatte seinen Sitz in Vaihingen an der Enz.

## Hierarchie

### Übergeordnete Stellen
Das Bistum Speyer war in vier Archidiakonate aufgeteilt, die wiederum in drei bis fünf Landkapitel unterteilt waren. Das Landkapitel Vaihingen gehörte zusammen mit dem Landkapitel Weil der Stadt und dem Landkapitel Grüningen zum Archidiakonat Trinitatis, das dem „Stiftspropst zu Allerheiligen“ vorbehalten war. Der vollständige Name dieses Kollegiatstifts war „St. Trinitatis ac Omnium Sanctorum“ Dessen Stiftskirche in Speyer soll von Bischof Sigebodo (von 1038 bis 1051 im Amt) südwestlich vom Speyerer Dom in einer Ecke der Stadtmauer erstellt worden sein.

### Landkapitel als Mittlere Ebene
Geistliches Zentrum des Land- bzw. Ruralkapitels war die Vaihinger Peterskirche, die vor der neuen Stadtkirche als Pfarrkirche diente. Heute beherbergt die Peterskirche das Städtische Museum. Ihr Kirchenschiff wird als Ausstellungs-, Konzert- und Vortragssaal genutzt. 
Den Vorsitz im Landkapitel hatte ein Dekan, zumeist der Vaihinger Stadtpfarrer, dessen Kompetenzen ab dem 13. Jahrhundert zunahmen, weil die Archidiakone Speyers erst höhere Aufgaben in der Bistumsverwaltung und in der Reichskanzlei wahrnehmen mussten und später entmachtet wurden.

### Nachgeordnete Einrichtungen
Zum Landkapitel Vaihingen gehörten um 1500 die Pfarreien, Klöster, Filialkirchen und Kapellen in Aurich, Bietigheim, Bissingen, Kloster Baiselsberg, Eberdingen, Ensingen, Enzweihingen, Groß- und Kleinsachsenheim, Gündelbach, Häfnerhaslach, Hohenhaslach, Horrheim, Kloster Kircbach, Kleinglattbach, Leinfelder Hof („Lynfeld“), Metterzimmern, Nussdorf, Oberriexingen, Ochsenbach, Pulverdingen, Kloster Rechentshofen, Riet, Roßwag, Sersheim, Spielberg, Untermberg, Unterriexingen und Weissach (siehe Karte). 

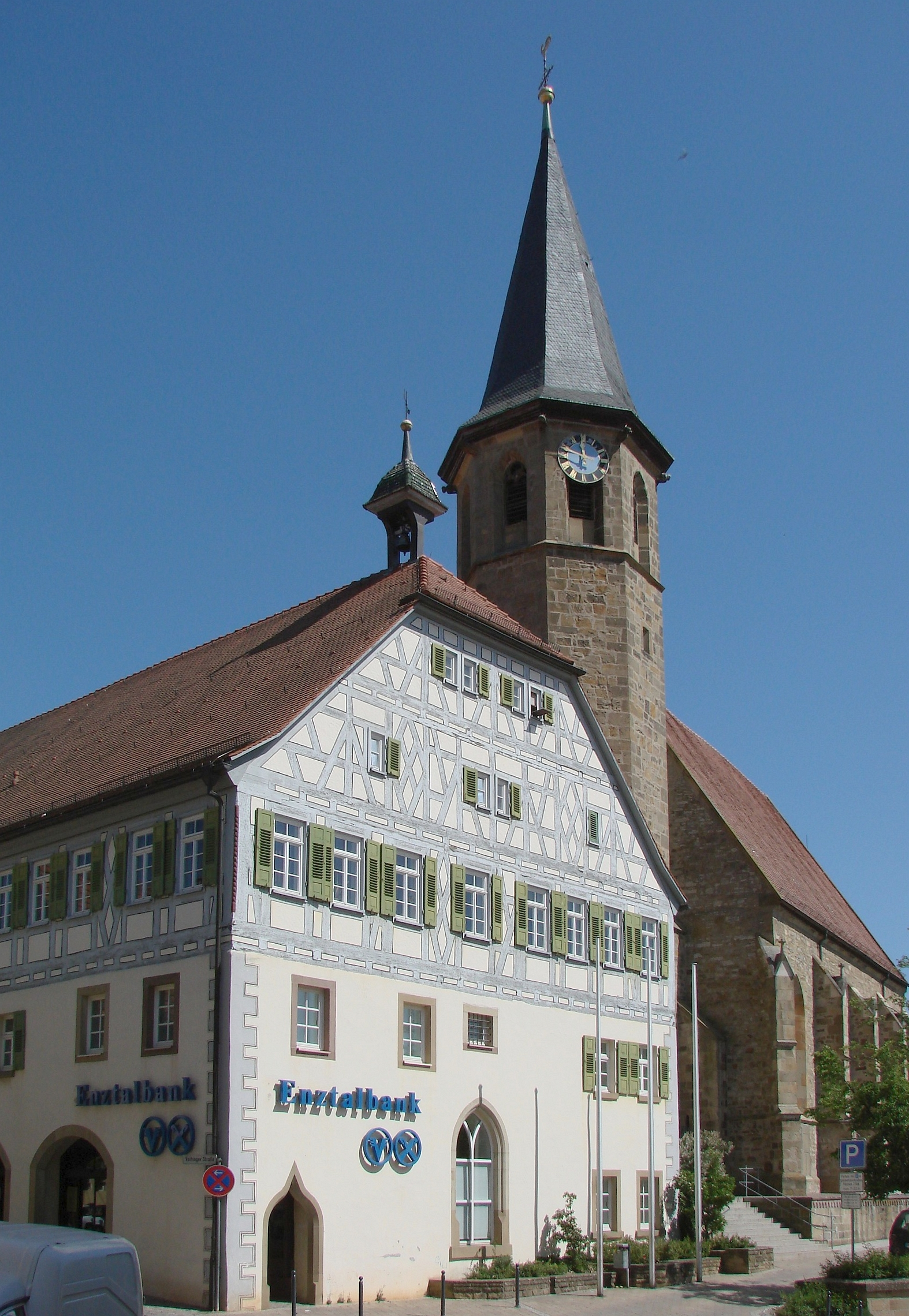
Rathaus und Kirche in Enzweihingen
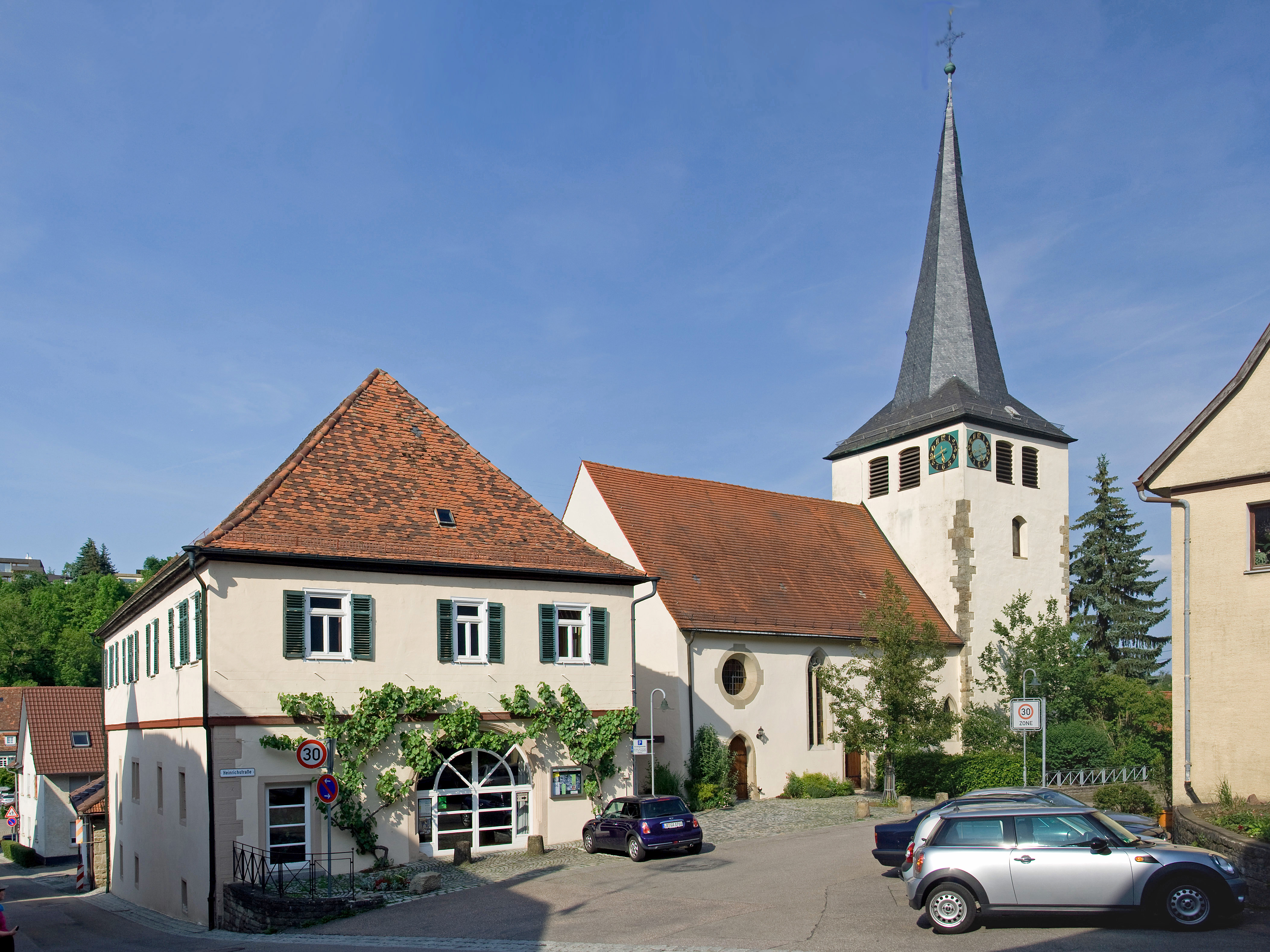
Pfarrhaus und Johanneskirche in Aurich
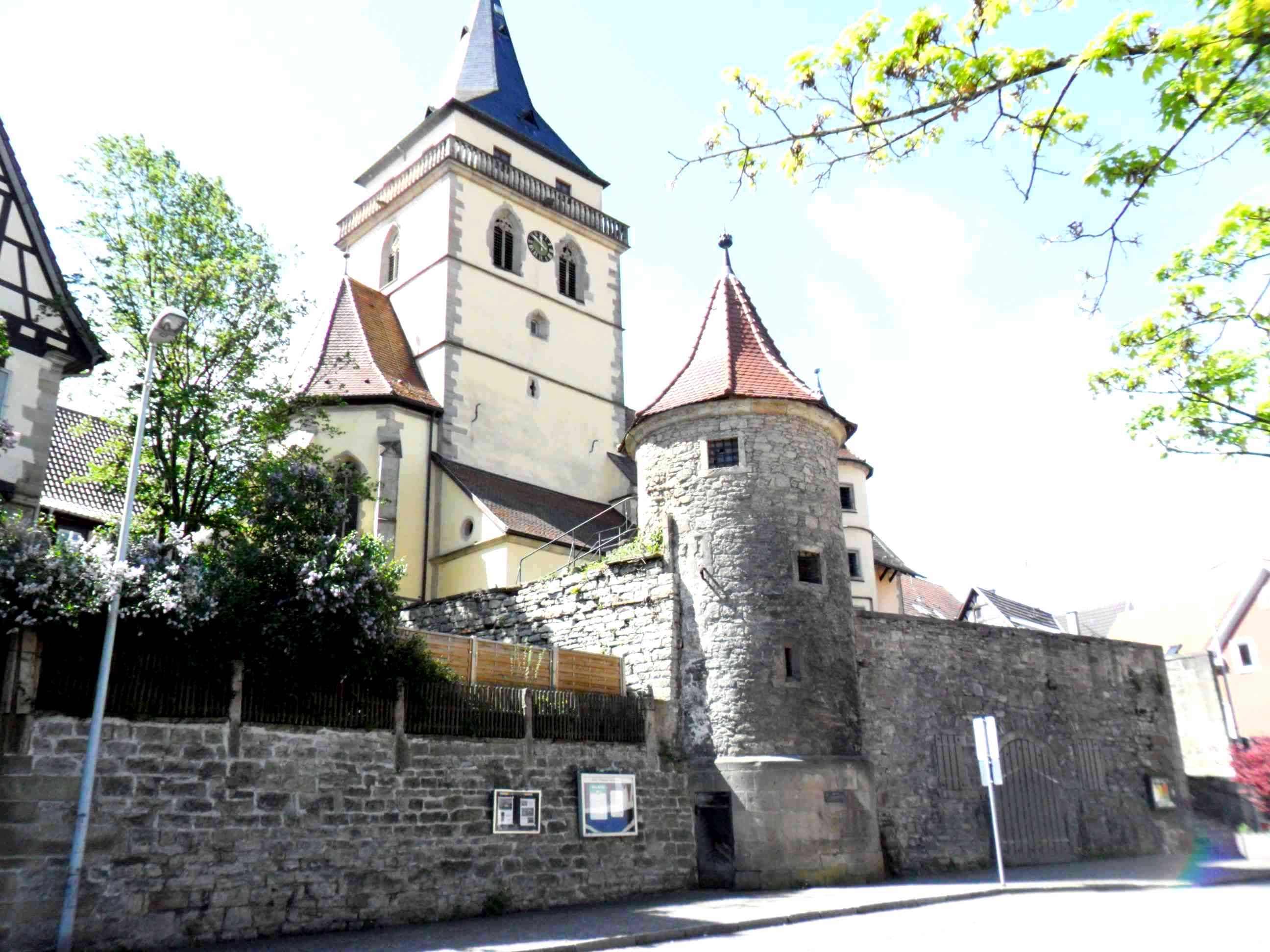
Wehrkirche in Großsachsenheim
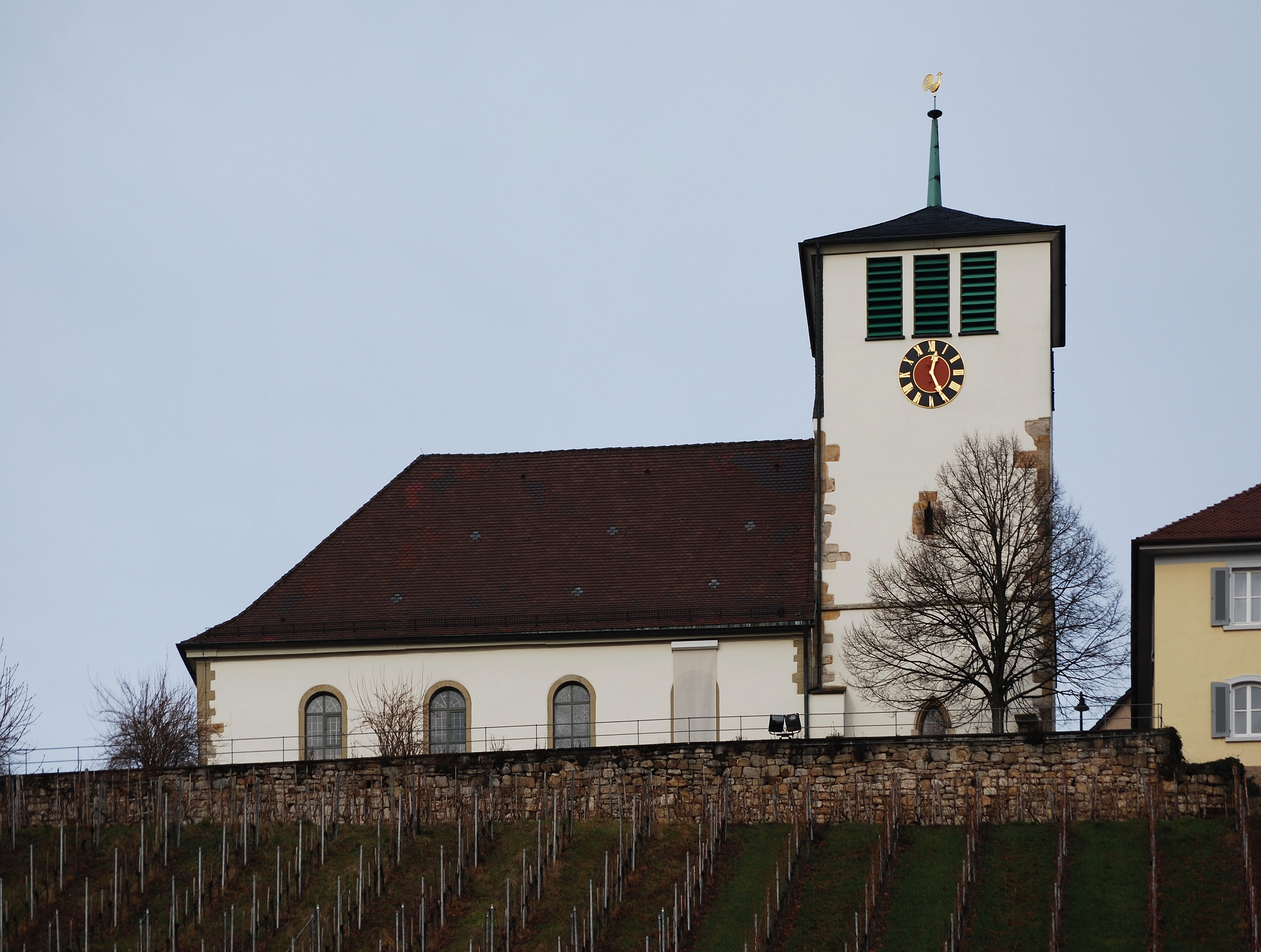
Georgskirche in Hohenhaslach
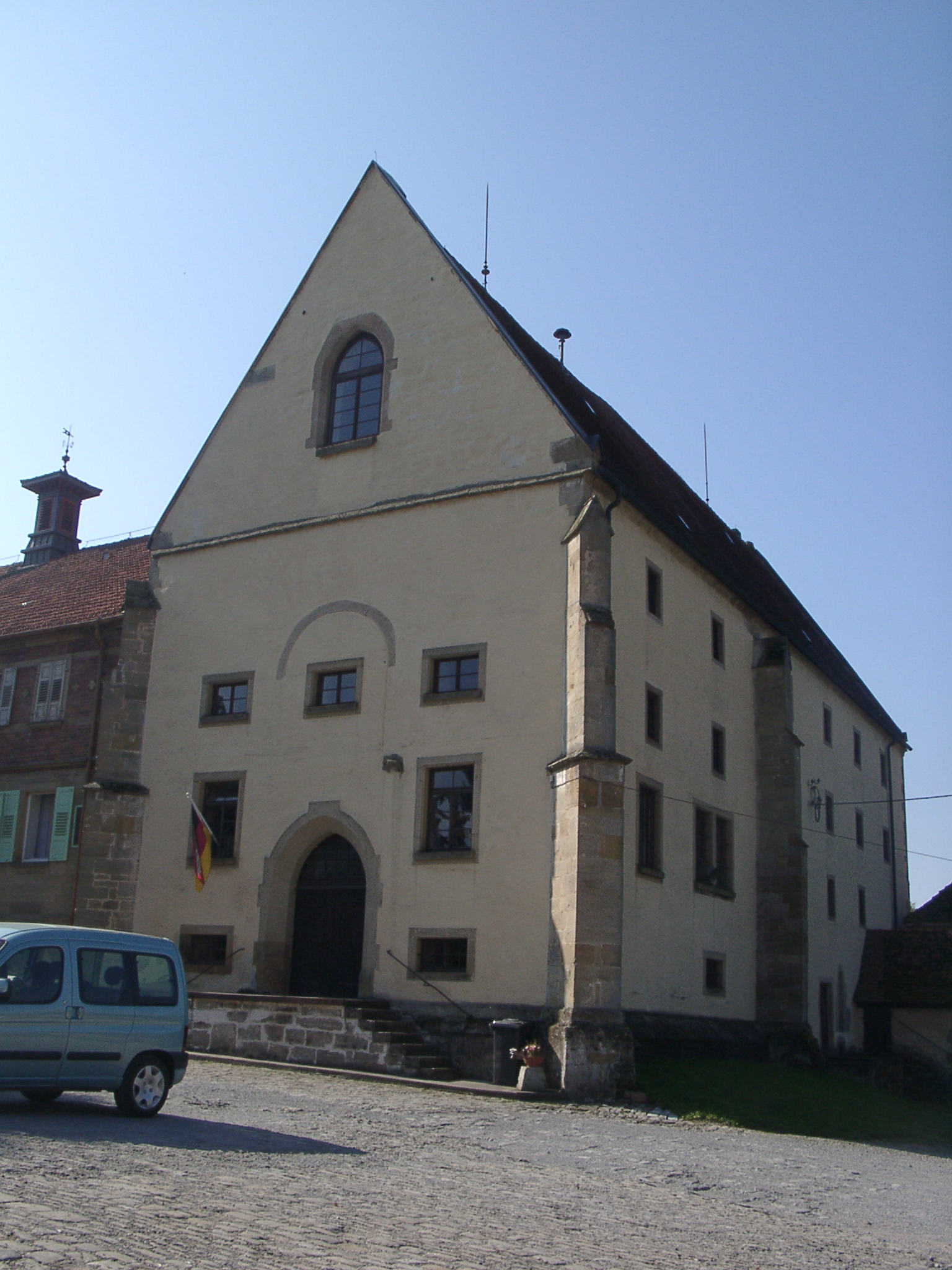
Kloster Rechentshofen im Kirbachtal
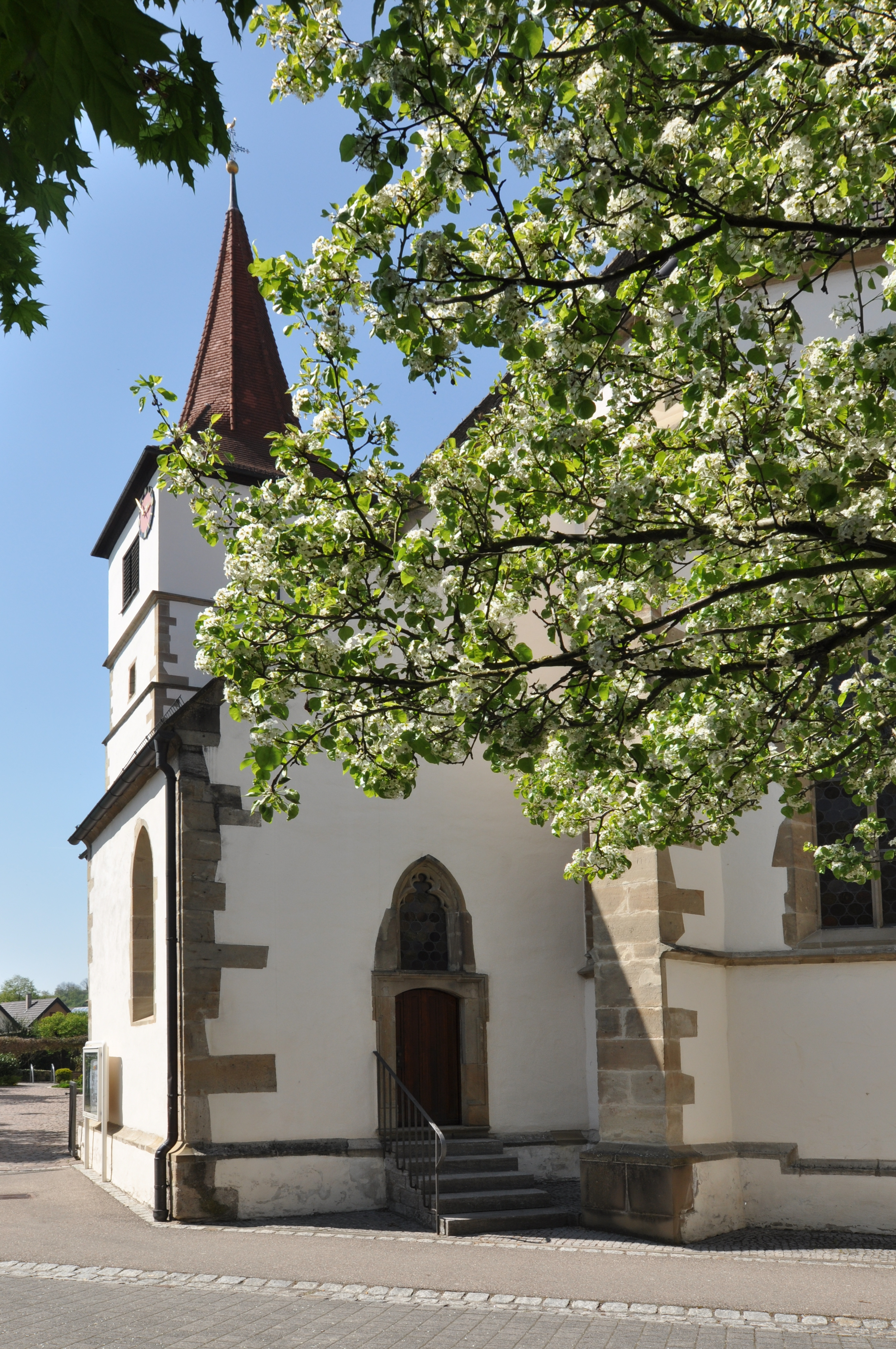
Kilianskirche in Bissingen

## Auflösung
Nachdem die Reformation im Herzogtum Württemberg endgültig durchgesetzt war, musste das Speyrer Bistum auf seine württembergischen Bezirke verzichten. Das Landkapitel wurde aufgelöst und Vaihingen Sitz eines evangelischen Spezialsuperintendenten, dessen Sprengel sich nach der 1812 erfolgten Ablösung Markgröningens durch Ludwigsburg vergrößerte.